# SV Sturm 1919 Lauenburg
SV Sturm 1919 Lauenburg was een Duitse voetbalclub uit de Pommerse stad Schneidemühl, dat tegenwoordig het Poolse Lębork is.

## Geschiedenis
De club werd opgericht in 1919 opgericht. De club was aangesloten bij de Baltische voetbalbond en speelde in de competitie van Stolp/Lauenburg. In 1922 werd de club kampioen en plaatste zich voor de Pommerse eindronde. De club verloor met 1:2 van FC Viktoria Schneidemühl. In 1924 plaatste Sturm zich opnieuw voor de Pommerse eindronde. De club verloor met 6:0 van Stettiner SC. In 1930 ging de club in de competitie van Schneidemühl spelen, die nu onderdeel was van de Grensmarkse competitie. Sturm werd kampioen en plaatste zich voor de eindronde. In een groep met Polizei SV Elbing en SV 1919 Neufahrwasser werd de club laatste. Het volgende seizoen won SV Viktoria 09 Stolp de titel maar in 1932/33 werd Sturm opnieuw kampioen. In de eindronde met BuEV Danzig en MSV Hubertus Kolberg moest de club opnieuw genoegen nemen met een derde plaats.
Na dit seizoen werd de Baltische bond ontbonden en de Gauliga werd nu de hoogste klasse. Sturm kwalificeerde zich voor de nieuwe Gauliga Pommern en ging in de oostelijke groep spelen. In 1934/35 werd de club derde. In 1936/37 werd de club zesde en zou normaal niet degraderen maar omdat beide groepen samen gingen voor het volgende seizoen degradeerde de club toch. Twee jaar later promoveerde de club opnieuw maar trok zich tijdens het seizoen terug.
Na het einde van de oorlog werden alle Duitse voetbalclubs ontbonden, Lauenburg werd nu een Poolse stad en de club hield op te bestaan.

## Erelijst
Kampioen Stolp/Lauenburg
1922, 1924, 1931, 1933